# 모샤오치
모샤오치(중국어: 莫小奇, 병음: Mò Xiǎoqí, 한자음: 막소기, 1981년 9월 6일~) 혹은 모니카 목(영어: Monica Mok)은 중화인민공화국과 홍콩의 배우, 모델이다. 본명은 왕멍멍(중국어: 王萌萌, 병음: Wáng Méngméng, 한자음: 왕맹맹)이다.

## 출연 작품

### 텔레비전 드라마
- 아부시정영
- 풍운천지
- 대청염상
- 장안삼괴탐
- 찬석왕로오적간난애정

### 영화
- 풍운천지 (2015년)
- 장안삼괴탐 (2014년)
- 하우스 댓 네버 다이 (2014년)
- 대청염상 (2014년)
- 행복미도 (2012년)
- 대상해 (2012년)
- 넥스트 매직 (2012년)
- 금애기 (2012년)
- 경혼유희 (2012년)
- 수화혜 (2012년) - 허씨 역
- 담배는 끊어도 술은 못끊어 (2011년)
- 은혼남녀 (2011년)
- 화벽 (2011년)
- 당길가덕 (2010년)
- 애출색 (2010년)
- 단원 (2010년)
- 엑시던트 (2009년)
- 찬석왕로오적간난애정 (2007년)